# 非洲巨鼠屬
非洲巨鼠屬（学名：Cricetomys），亦作甘比亞巨鼠、巨頰囊鼠屬，是哺乳綱囓齒目馬島鼠科的一屬，而與非洲巨鼠屬（非洲巨鼠）同科的動物尚有南非囊鼠屬（南非囊鼠）、長尾巨鼠屬（長尾巨鼠）等之數種哺乳動物。

## 下属物种
本属包括以下物种：
- Cricetomys ansorgei Thomas, 1904
- Cricetomys emini Wroughton, 1910
- 非洲巨頰囊鼠 Cricetomys gambianus Waterhouse, 1840[1]：亦作非洲巨鼠
- Cricetomys kivuensis Lönnberg, 1917

## 與人類關係

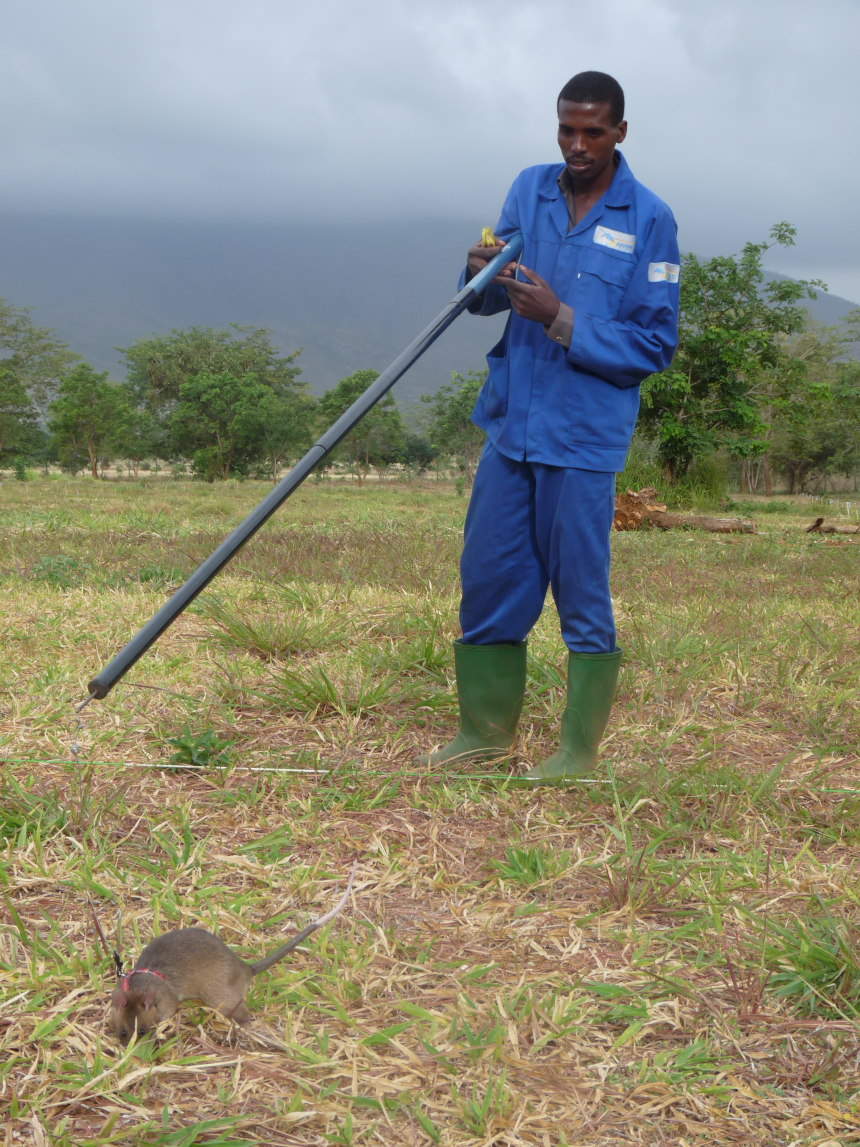
正在坦桑尼亞莫罗戈罗接受尋找地雷訓練的「英雄鼠」。

非洲巨鼠是一種雜食性動物，體型巨大如貓。過往曾大多起非洲巨鼠襲擊人類嬰孩致死的新聞。
然而，牠們亦非完全一無是處：牠們雖然體型巨大，但體重輕盈，不足1.5公斤，加上其靈敏的嗅感，所以比利時一個以坦桑尼亞為基地的非謀利非政府組織APOPO選擇了這種在當地為患的巨鼠訓練來探測地雷。然後當巨鼠嗅出地雷所在，就會輕輕扒開所在位置的泥土，而訓練員會給巨鼠一條蕉作獎勵。
這些非洲巨鼠的訓練程序由比利時的Bart Weetjens開發出來，從巨鼠出生後四星期開始。
除了偵測地雷，APOPO亦嘗試利用這些「英雄鼠」的敏銳嗅覺來學習尋找肺結痎病人：相比於傳統方式每日只可以檢測30到40個樣本，每隻非洲巨鼠每天能夠處理數以百計的樣本。